# КС-6362
КС-6362 — кран стрелового типа на пневмоколёсном ходу грузоподъёмностью 40 тонн. Кран разработан и прошёл испытания под индексом К-406. Серийное производство крана началось в 1969 году (под индексом КС-6362) и велось до 1980-х годов.
Краны предназначены для выполнения монтажных и погрузочно-разгрузочных работ с массой грузов до 40 т. Контроллерное управление даёт возможность совмещать одновременно две различные рабочие операции.

## Модификации
- КС-6362 — базовая модель, для умеренного климата (от −40 °C до +40 °C).
- КС-6362ХЛ — модификация (северная), для работы в северных районах с низкими температурами (до −60 °C). Металлоконструкции — из низколегированного проката, а узлы механизмов выполнены из легированной, либо конструкционной стали[1].

## Технические характеристики
Характеристики крана приведены в карточке.

### Габариты
Кран имеет следующие размеры:
| Общая длина | 20,65 м |
| Ширина      | 3,46 м  |
| Высота      | 4,0 м   |

## Конструкция
Кран состоит из ходовой части, поворотной платформы, сменного рабочего оборудования.

### Поворотная платформа
Поворотная рама — цельносварная конструкция, на которой размещена кабина управления с пультом, машинное отделение, а также все рабочие механизмы крана. В качестве механизма, связывающего ходовую часть и поворотную раму, в кране применено однорядное роликовое нормализованное опорно-поворотное устройство (закрытого типа) с перекрещивающимися роликами. Также может использоваться двухрядное устройство шарикового типа.

#### Кабина управления
Кабина управления КС-6362 — двухместная, изолированная от машинного отделения. Кабина КС-6362 взаимозаменяема с кабиной кранов серии КС-5363. Внутри кабины установлены командоконтроллеры, с помощью которых производится управление краном.
В модели КС-6362ХЛ кабина управления утеплена, снабжена системой вентиляции и электропечами, обшита водонепроницаемым автомобильным картоном. Также в кабине имеется отопитель независимого действия и защита от замерзания стёкол — двойные стёкла с электрообогревом.

#### Привод крана
Привод — многомоторный, выполнен по схеме «генератор-двигатель». Питание может осуществляться как от внешней электросети (380 В), так и от силовой установки, включающей дизельный двигатель и два генератора. Для питания от сети имеется сетевой электрический двигатель переменного тока, соединённый с генератором. В качестве основного электродвигателя используется дизельный ЯМЗ-236, хотя в первых кранах ставился АМ-41 (мощность 90 л. с.).
В модификации КС-6362ХЛ добавлен предпусковой подогреватель двигателя.

#### Рабочие механизмы
Рабочие механизмы крана приводятся в движение от электродвигателей постоянного тока (220 В), питающимися от двух генераторов (основной 50 кВт и дополнительный 11,5 кВт).

#### Устройства безопасности
На кране установлены предохранительные устройства, обеспечивающие безопасность при его работе: конечные выключатели; ограничитель грузоподъёмности; указатели вылета (на стреле и гуське).

### Ходовая часть
На шасси КС-6362 применена сварная неповоротная рама. Шасси крана — пневматическое трёхосное. Три ведущие оси, две из которых объединены в балансирную тележку. Поворот колёс, установленных на передней оси производится посредством гидравлических цилиндров. Трансмиссия ходовой крана построена на узлах грузового автомобиля КрАЗ. Включение переднего моста производится на I-ой передаче, а выключение — на II-ой. Балансиры равномерно распределяют нагрузку между колёсами и осями. Тормозная пневмосистема построена на колодочных колёсных тормозах и стояночном ленточном тормозе (нормально-замкнутый). Управление тормозами производится от компрессора. При транспортировке на буксире крана, его тормоза подключаются к тормозам автомобиля-тягача.
У модели КС-6362ХЛ тормозная система также оснащается: влагомаслоотделителем (с автосбросом конденсата); адсорбционным блоком осушки воздуха.

#### Выносные опоры
Кран оборудован четырьмя откидными аутригерами с гидравлическим приводом. Имеется возможность работы с опорами без шпальных клеток.

### Стреловое оборудование
Рабочая стрела — решётчатой конструкции, шарнирно-складывающаяся. Выполнена из низколегированных труб. К стреле подвешены две крюковые подвески. Длина стрелы в базовом исполнении — 15 метров. Стрела может наращиваться посредством промежуточных секций-вставок — до 35 метров (шаг 5 м).
Дополнительно на стрелу (до 35 м) может быть установлен неуправляемый гусёк-удлинитель длиной 8 м и 12 м. Также для стрел длиной от 25 метров до 35 метров имеется возможность установить управляемый гусёк длиной 16 м и 20 метров. Соединение элементов стрелы — пальцевое, на специальных защёлках. При погрузочных работах с сыпучими грузами может подвешиваться грейфер — вместимостью до 2 м³. В случае установки башенно-стрелового оборудования на башню (до 35 м) монтируется маневровый (управляемый) гусёк (до 25 м).

## Эксплуатация: монтаж-демонтаж, транспортировка

### Транспортировка
Кран КС-6362 на большие расстояния перевозят следующими способами:
- По автодорогам. Кран перевозят при помощи тягача на буксире. Для этого он оборудован прицепным устройством. В качестве тягача может выступать грузовой автомобиль типа КрАЗ-257.
- По железной дороге. При перевозке по железной дороге кран разбирается на узлы. Перевозка крана (со снятой стрелой) осуществляется на двух железнодорожных 4-осных платформах.